# Palaiste
Die Palaiste, auch Paläste oder Palaste (Doron), war ein griechisches Längenmaß und stand für die sogenannte Querhand, das heißt die Handbreite über vier Finger. Das Maß ist seit der Antike bekannt. Im römischen Sprachgebrauch war es palmus, aus dem das  Maß  Palm(e) hervorging. Aus der Unterschiedlichkeit der menschlichen Hand ergab sich ein variables Maß, welches mit verschiedenen Maßangaben bekannt ist.
- 1 Palaiste = ¼ Fuß (griech.) = 8 133/240 Pariser Linien[1]
- 1 Palaiste = 0,077 Meter[2]
- ¼ Palaiste =  1 Dactylos/Finger
- 4 Palaiste = 1 Fuß
- 8 Finger =  2 Palaiste = 1 Dichas

Die Dichas wurde aber als Weite zwischen dem Daumen und Zeigefinger verstanden.